# Dimitrie Ispas
Dimitrie Ispas (1750-1836) gyalui  templomfestő.

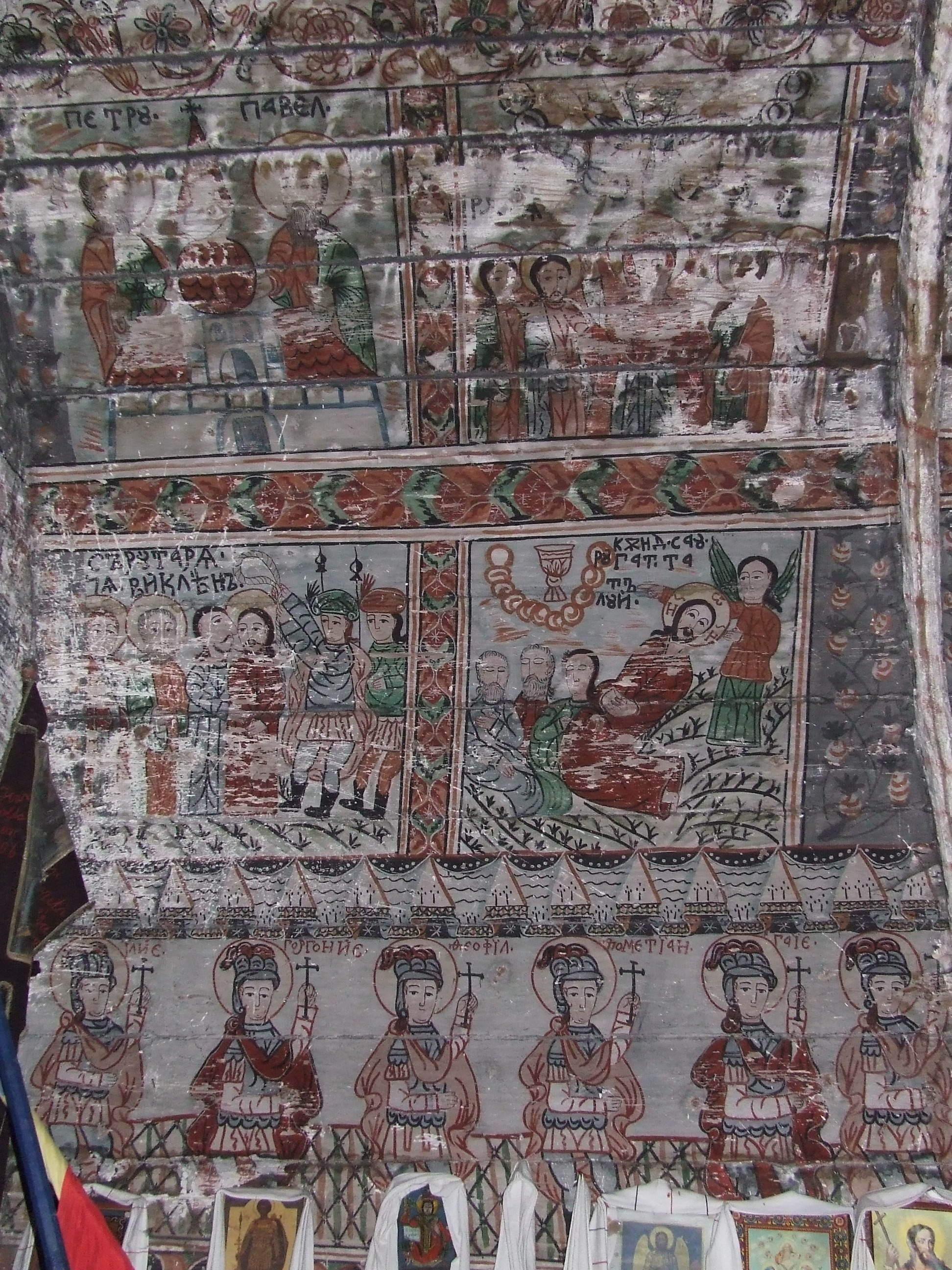
Gyerőfidongói templombelső

Korának legismertebb festője volt. Munkái több mint tíz-tizenöt Kolozsvár környéki faluban megtalálhatóak. 
Kortársai voltak Gheorghe Zugravul, aki Magyargyerőmonostoron (1763), Silaghi Zugravul, aki Derétén (1773), és Nistor Zugravul, aki Gesztrágyon (1756) és Magyarlónán (1795) dolgozott.

## Jelentősebb munkái
- 1788 Magyarszentpál
- 1800 Hidegszamos
- 1801 és 1818 Egerbegy
- 1801 Gyerőfidongó
- 1802 Bánffydongó
- 1806 Gesztrágy
- 1807 Kisfenes
- 1809 Gyerőfalva
- 1824 Krasznatótfalu
- 1829 Kolozstótfalu
- 1835 Nagypetri
- 1835 Kolozsbós
- ? Forgácskút

## Képtár

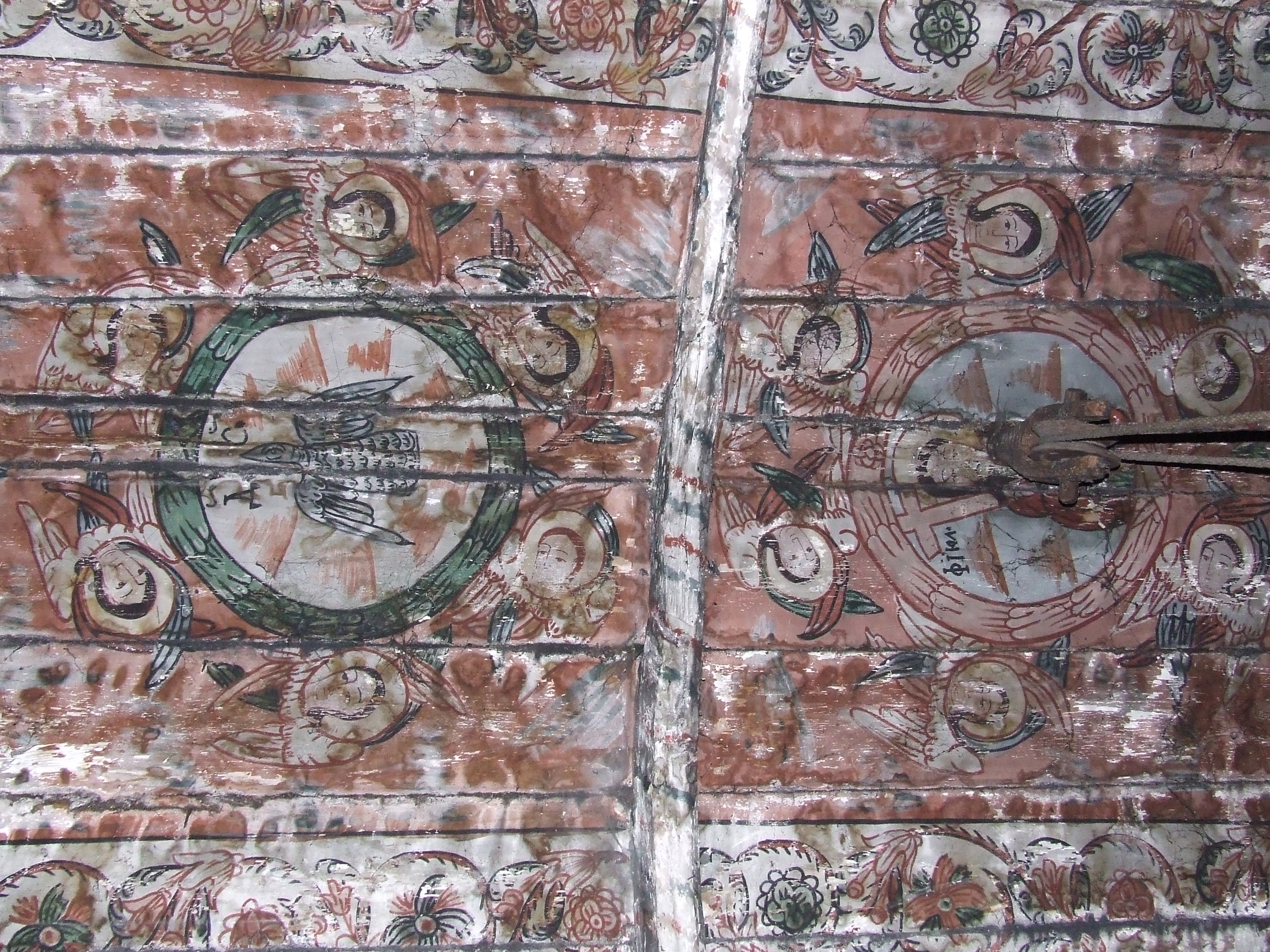
Gyerőfidongói templombelső
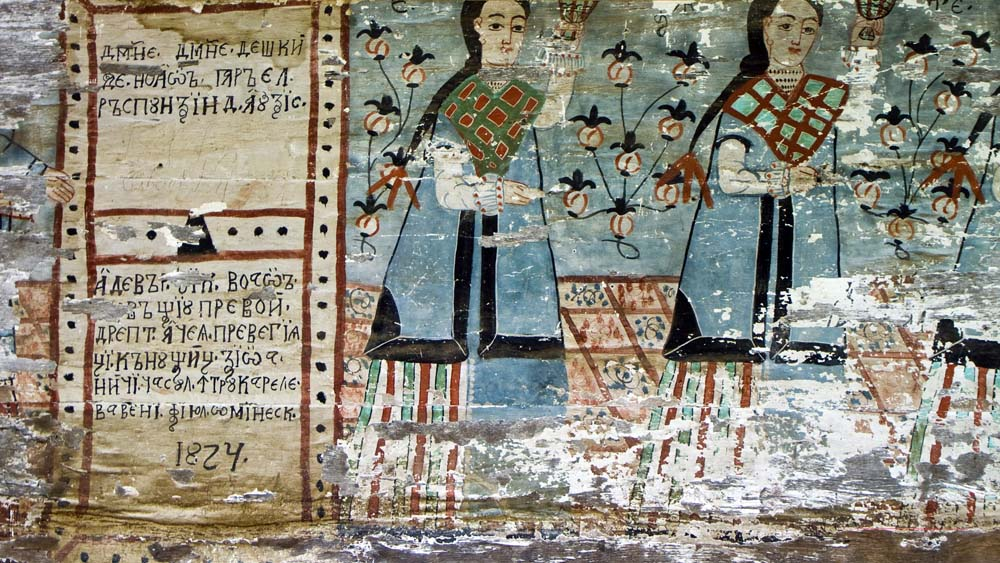
Krasznatótfalui templombelső
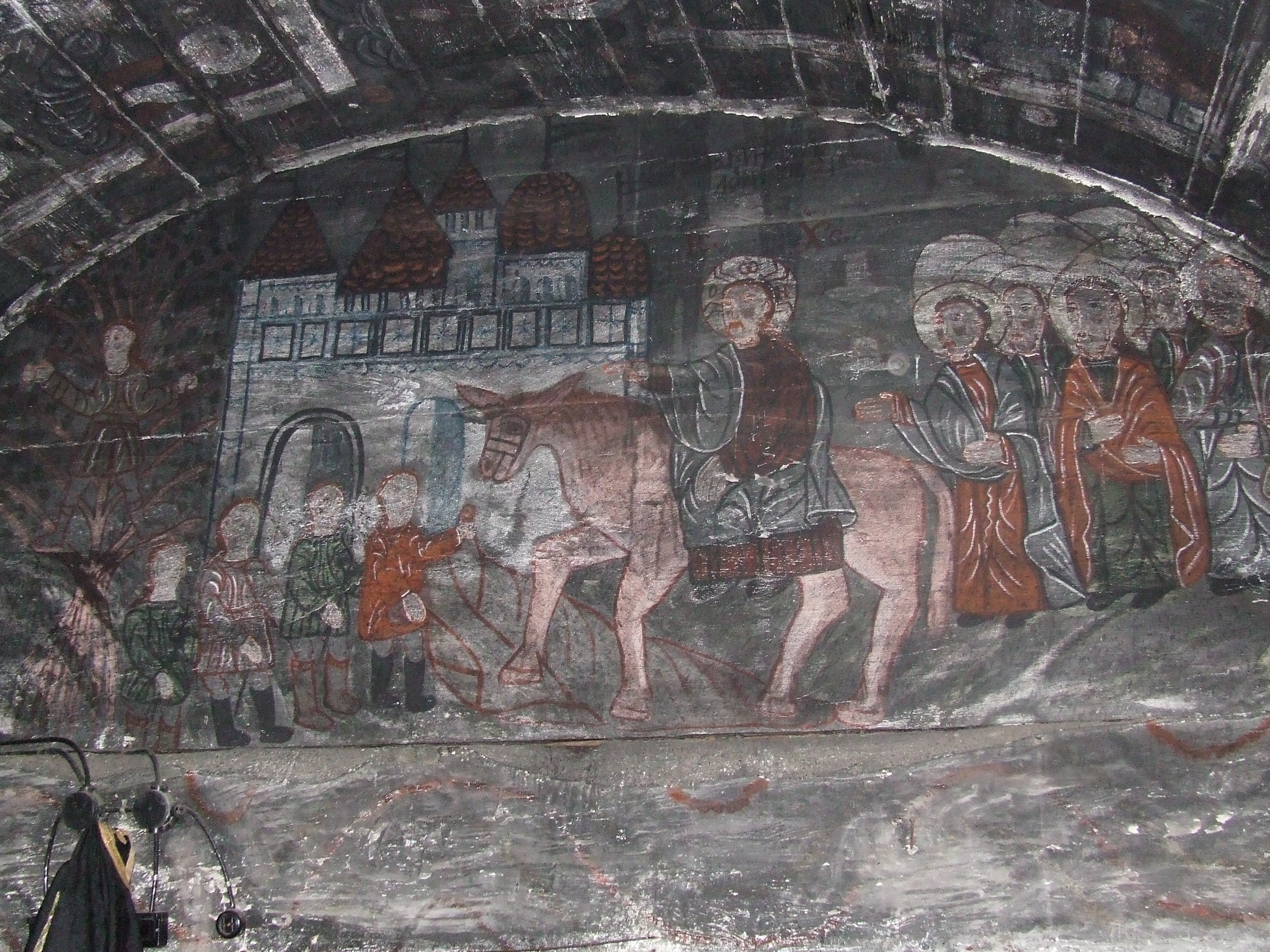
Magyarszentpáli templombelső
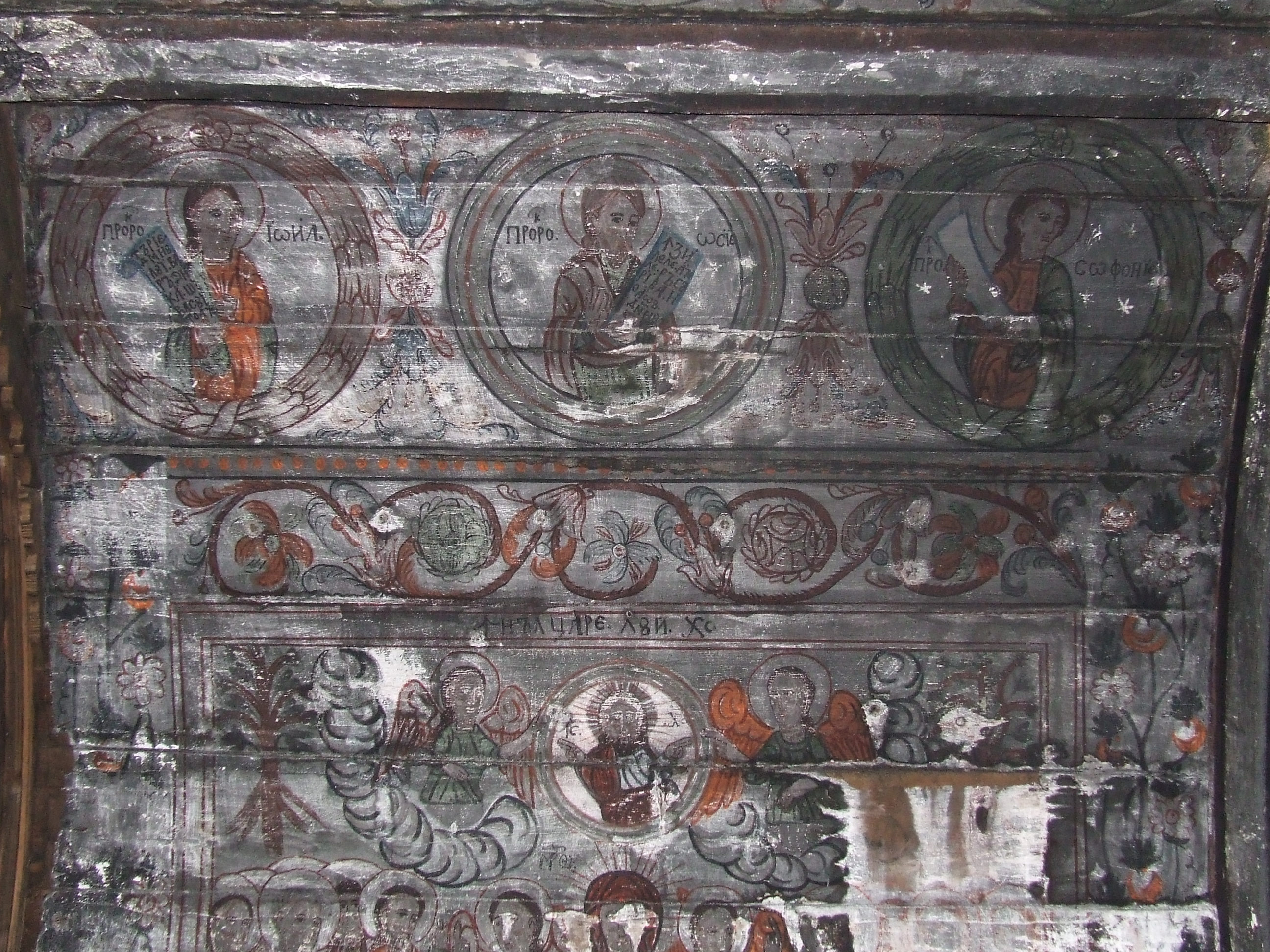
Magyarszentpáli templombelső

## Külső hivatkozások
- Román templom freskók Archiválva 2008. május 1-i dátummal a Wayback Machine-ben